# Ann-Marie Stalfelt
Karin Ann-Marie Stalfelt, ogift Salander, född 7 augusti 1932 i Engelbrekts församling i Stockholm, död 14 juni 2007 i Örebro Olaus Petri församling i Örebro län, var en svensk läkare.
Ann-Marie Stalfelt var dotter till Sven Salander och Karin, ogift Stjerndahl. Efter studentexamen läste hon medicin och fick sin legitimation 1960. Så småningom blev hon specialist inom långvårdsmedicin och allmän internmedicin. Hon verkade vid Regionsjukhuset i Örebro, där hon bland annat var biträdande överläkare vid medicinkliniken. 1994 blev hon medicine doktor vid Uppsala universitet då hon disputerade på en avhandling om behandling av akut myeloisk leukemi. Hon var författare till publikationer och artiklar inom medicin, däribland i Läkartidningen. 
Ann-Marie Stalfelt var 1957–2002 gift med författaren och översättaren Sven Olov Stalfelt (1928–2003). Bland barnen märks författaren Pernilla Stalfelt.
Hon är begravd på Hardemo kyrkogård i Närke.